# Вісенте Рокафуерте
Вісенте Рокафуерте-і-Бехарано (ісп. Vicente Rocafuerte ‎‎‎‎de Bejarano; 1 травня 1783 — 16 травня 1847) — еквадорський політик, президент країни з вересня 1834 до кінця січня 1839 року.

## Життєпис
Народився у шляхетній родині, юнаком був відправлений до Мадрида, щоб закінчити освіту. Повернувся на батьківщину 1807 та приєднався до руху за визволення своєї землі спочатку з-під влади іспанців, а потім — Великої Колумбії.
Після здобуття незалежності Рокафуерте був обраний членом Національного конгресу від провінції Пічінча. Очолював опозицію до режиму президента Хуана Хосе Флореса, який відправив його у вигнання до Перу.
Повернувся до Еквадору 20 вересня 1833, ставши губернатором провінції Гуаяс. Пізніше він повстав проти Флореса, утім був схоплений та ув'язнений. Завдяки палкій підтримці його прихильників і послідовників, Рокафуерте зміг розпочати перемовини з Флоресом, після чого був звільнений з в'язниці. За результатами перемовин політики досягли угоди, відповідно до якої повноваження Флореса на посту глави держави закінчувались, а новим президентом мав стати Рокафуерте. За Флоресом залишався пост головнокомандувача національної армії.
Під час свого президентства Рокафуерте 1835 року ухвалив нову конституцію, а також значно розширив захист корінних американців в Еквадорі.
1839, після виходу Рокафуерте у відставку, Флорес знову став президентом. Протягом деякого часу у відносинах між двома політиками майже не було труднощів. Утім, після численних порушень на виборах 1843 року, Флорес скасував конституцію 1835 року й ухвалив новий основний закон, названий Рабським листом. Коли 1843 року розпочався третій термін Флореса на посту президента, Рокафуерте на знак протесту залишив Еквадор. 6 березня 1845 року, після короткого повстання на чолі з Рокафуерте та Вісенте Рамоном Рокою, Флореса було усунуто від влади.
За часів президентства Рамона Роки Рокафуерте обіймав посаду спеціального представника у різних південноамериканських країнах.